# 過誤腫
過誤腫（かごしゅ、hamartoma）とは、一般的には腫瘍と奇形（形態発生異常）の中間的な性格の病変とされている。ただし、過誤腫と良性腫瘍、過形成との厳密な区別は研究者により曖昧である。
病理学的に認容されている定義は、「臓器や器官に固有の細胞や組織成分が、臓器内で過剰に発育または過剰増殖することである。過誤腫の構成細胞は周囲の正常細胞と同一であり、成熟した細胞で占められる。しかも、過誤腫から正常な組織や器官が派生することはない。」というものである。
過誤腫と病理学的に診断される機会の多い肺過誤腫を例に挙げれば，胸部X線検査やCT検査で偶然発見される孤発性の銭形陰影（coin lesion）を示す「腫瘍様」病変である。切除された病変を病理組織学的に検査すると、分葉状に気管支軟骨が限局性に増生し，それに接して嚢胞状ないし分岐した気管支上皮が附属している像が観察される。これら軟骨や気管支上皮は正常な気管支構成成分と同一であり、成熟した細胞で占められている。ただし構造的には「奇形」と形容できる。この病変を放置しても病変が急激に増大したり、周囲の構造を浸潤性に破壊したりすることはない。この点は良性腫瘍様病変（benign tumor-like lesion）と呼ぶことも適当である。